# Vera Lynn
Dame Vera Lynn (født 20. marts 1917 i East Ham, London, død 18. juni 2020) var en britisk sangerinde.
Under anden verdenskrig turnerede Vera Lynn i bl.a. Egypten, Indien og i Burma, hvor hun gav udendørs koncerter for de britiske soldater. Hun er mest kendt for sangene "We'll Meet Again", "The White Cliffs of Dover", A Nightingale Sang in Berkeley Square" og "There'll Always Be an England".
Hun forblev populær også efter krigen og optrådte ofte i radio og tv i Storbritannien og i USA og indspillede hits som "Auf Wiederseh'n Sweetheart" og "My Son, My Son", der blev nr. 1 i Storbritannien.
I 2009 blev hun den ældste person, der nogensinde fik en førsteplads på den britiske albumhitliste, da albummet We'll Meet Again - The Very Best of Very Lynn blev nr. 1 på hitlisten på et tidspunkt, da Vera Lynn var 92 år.
I marts 2017 blev hun den første hundredeårige til at udsende et nyt album.
I 1962 var Vera Lynn med i den danske lystfilm Venus fra Vestø, hvor hun sang sangen "Wish me Luck", foran blandt andre Henning Moritzen og Malene Schwartz.
I 2000 blev hun kåret til den brite, der bedst eksemplificerede den britiske ånd i det 20. århundrede.
En lang række film og musikstykker trækker referencer til Vera Lynn og hendes sange. Sangen "We'll Meet Again" anvendes bl.a. i Stanley Kubricks film Dr. Strangelove, ligesom rockgruppen Pink Floyds sang Vera fra konceptalbummet The Wall (bl.a.) omhandler Vera Lynn og indledes med stroferne: "Does anybody here remember Vera Lynn? Remember how she said that we would meet again some sunny day?"
På Royal Albert Hall i London, hvor Lynn optrådte 52 gange mellem 1936 og 2004, afslørede Lynn's datter, Virginia Lewis-Jones, i januar 2020, som en markering af 75-årsjubilæumet for freden i 1945, et portræt af Lynn, malet af den norske kunstner Ross Kolby.
Lynn var udnævnt til Dame Commander af Order of the British Empire. Hun var derved ophøjet i ridderstanden og havde ret til at føre titlen Dame foran sit navn.